# Khalid Khannouchi

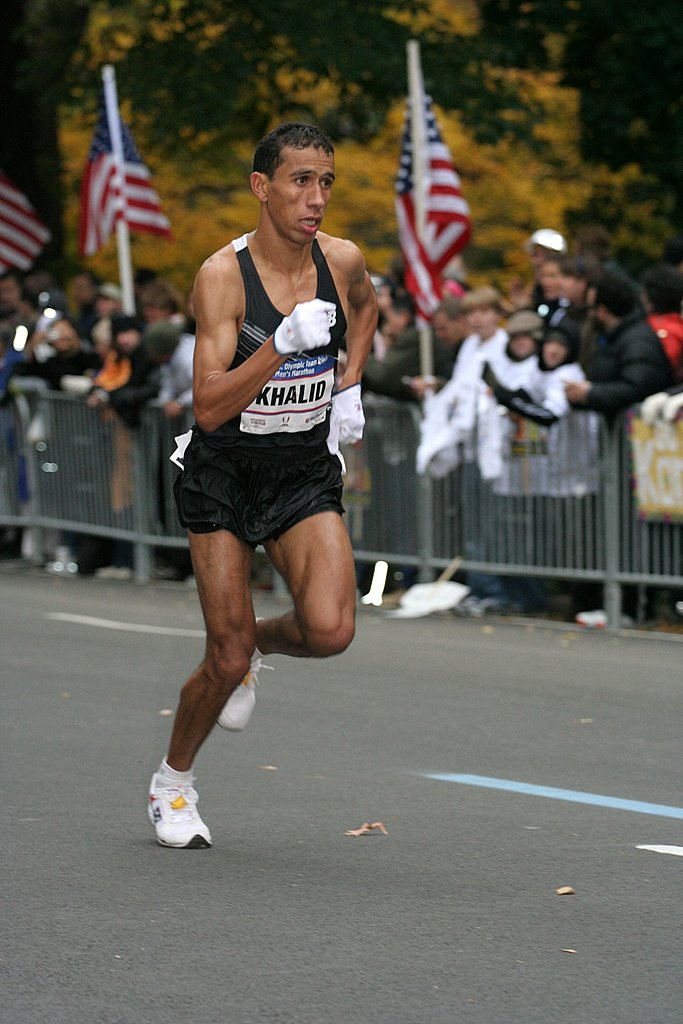
Khalid Khannouchi in New York 2007

Khalid Khannouchi (arabisch خالد خنّوشي, Chalid Channuschi; * 22. Dezember 1971 in Meknès) ist ein ehemaliger US-amerikanischer Langstreckenläufer marokkanischer Herkunft. Seine größten Erfolge erzielte er im Marathonlauf, in dem er 1999 als Marokkaner und 2002 als Amerikaner zwei Weltrekorde aufstellte.
1991 wurde er marokkanischer Juniorenmeister im Crosslauf sowie über 3000 und 10.000 Meter.
1992 siedelte er in die Vereinigten Staaten um, und 1993 siegte er bei der Universiade im 5000-Meter-Lauf.
1995 lernte er bei einem Wettkampf die dominikanische Langstreckenläuferin Sandra Natal kennen. Sandra erkannte das Talent von Khalid und wurde bald darauf seine Trainerin. Das Paar heiratete im Herbst 1996; die Ehe wurde 2010 geschieden.
1997 gewann er das Falmouth Road Race und den Philadelphia-Halbmarathon. Danach lief er die bis dahin schnellste Zeit eines Debütanten auf der Marathonstrecke, als er den Chicago-Marathon in 2:07:10 h gewann. Im darauffolgenden Jahr siegte er beim Peachtree Road Race, beim Boilermaker Road Race sowie beim Giro di Castelbuono und verteidigte seinen Titel in Falmouth. Beim New Haven Road Race stellte er mit 57:37 min einen Weltrekord im 20-km-Straßenlauf auf, und beim Chicago-Marathon wurde er Zweiter.
1999 verteidigte er seinen Titel beim Peachtree Road Race, gewann erneut den Philadelphia-Halbmarathon und lief er auf der Strecke von Chicago mit 2:05:42 h Weltrekord.
2000 triumphierte er beim World’s Best 10K und wurde Dritter beim London-Marathon. Kurz danach erhielt er am 2. Mai 2000 die US-amerikanische Staatsbürgerschaft. Im Herbst gewann er nach seinem dritten Sieg beim Philadelphia-Halbmarathon zum dritten Mal den Chicago-Marathon, diesmal mit der US-Rekordzeit von 2:07:01 h.
Beim Marathon der Weltmeisterschaften 2001 in Edmonton gab er verletzt auf.
2002 gelang es ihm, sowohl den London- wie auch den Chicago-Marathon zu gewinnen. Die Londoner Zeit von 2:05:38 h bedeutete Weltrekord, und mit der Siegerzeit von Chicago (2:05:56 h) war er der erste und bis 2008 einzige Läufer mit drei Marathonzeiten unter 2:06 Stunden.
Danach machten ihm Verletzungen zu schaffen. 2004 wurde er Fünfter beim Chicago-Marathon, bevor er sich einer Operation am Mittelfußknochen unterzog, deretwegen er im Jahr 2005 keinen Marathon lief. 2006 belegte er beim London-Marathon den vierten Platz in 2:07:04.
2007 wurde er beim Ausscheidungsrennen des US-Leichtathletikverbandes für die Olympischen Spiele 2008 in Peking, das im Central Park einen Tag vor dem New-York-City-Marathon abgehalten wurde, Vierter in 2:12:34 h.
Khannouchi ist 1,66 m groß und wog zu Wettkampfzeiten 54 kg. 2010 zog er von Ossining (New York) nach Colorado Springs um. 2012 verkündete er seinen Rücktritt vom Wettkampfsport.

## Persönliche Bestzeiten
- 5000 m: 13:41,6 min, 4. Juni 1995, Casablanca
- 10-km-Straßenlauf: 27:45 min, 4. Juli 1999, Atlanta
- 15-km-Straßenlauf: 42:57 min, 12. Juli 1998 Utica
- 20-km-Straßenlauf: 57:37 min, 7. September 1998, New Haven
- Halbmarathon: 1:00:27 h, 28. September 1997, Philadelphia
- Marathon: 2:05:38 h, 14. April 2002, London